# ميلينا بيريز

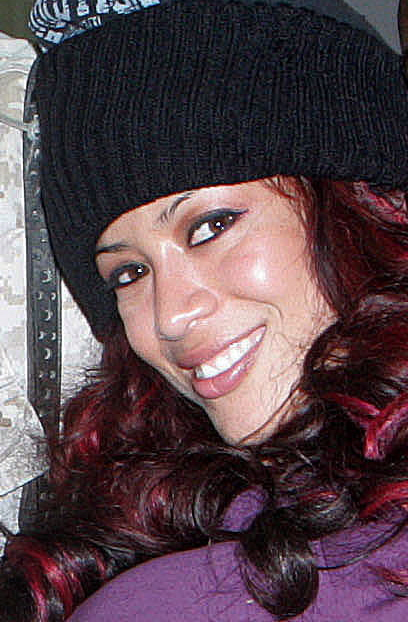
ميلينا بيريز

ملينا بيريز (ولدت في 9 مارس 1979م) مصارعة أمريكية من اصول مكيسكية تعمل في اتحاد المصارعة العالمية الترفهية دبليو دبليو إي منذ 2005
بدأت ميلينا حياتها المهنية كعارضة أزياء، ولكن حشرة المصارعة أصابت لوس أنجلوس في عام 2000 عندما بدأت التدريب في مدرسة هارد نوكس في سان برناردينو، كاليفورنيا.
تحقق حلمها أخيرًا في عام 2003 عندما وقعها دبليو دبليو إي في سان دييغو. سرعان ما أصبحت ميلينا معروفة كقوة لا يستهان بها. وأثنت على تجربة التدريب مع كل من الرجال والنساء لجعلها أكثر صرامة وقوة. 
اعتقدت أنه يجب عليك ببساطة أن تأخذ الضربات وتستمر.
كتبت ميلينا في مدونتها الحصرية على موقع دبليو دبليو إي: «قيل لي دائمًا إنني أقصر من اللازم، أو سمينة جدًا، أو صغيرًا جدًا، أو قبيحًا جدًا، أو ليس جيدًا بما يكفي».  «كان الناس يخبرونني بكل تعليق سلبي تحت القمر، وأنني لن أفعل ذلك أبدًا. استمريت. كنت أعرف في قلبي أنني أستطيع أن أفعل ذلك، وأنني كنت معنيًا بذلك. حبي للمصارعة وعزمي  جعلني أعبر كل ما كان عليّ أن أتحمله».

## روابط خارجية
- ميلينا بيريز على موقع IMDb (الإنجليزية)
- ميلينا بيريز على موقع إن إن دي بي (الإنجليزية)
- ميلينا بيريز على موقع قاعدة بيانات الفيلم (الإنجليزية)
- ميلينا بيريز على موقع دبليو دبليو إي (الإنجليزية)
- ميلينا بيريز على موقع WrestlingData.com (الإنجليزية)
- ميلينا بيريز على موقع CageMatch worker (الإنجليزية)
- ميلينا بيريز على موقع قاعدة بيانات المصارعة على الإنترنت (الإنجليزية)
- ميلينا بيريز على موقع عالم المصارعة على الإنترنت (الإنجليزية)
- ميلينا بيريز على موقع عالم المصارعة على الإنترنت (الإنجليزية)